# Corinne Champougny
Corinne Champougny est une écrivaine française née le 12 mars 1966 à Brive-la-Gaillarde

## Biographie
Née le 12 mars 1966 à Brive, Corinne Champougny, après avoir suivi des études de lettres modernes à Toulouse, est actuellement professeur de lettres dans un lycée briviste. Elle a écrit plusieurs romans, de genres différents, mais qui ont tous un point commun : l'humour. Elle participe régulièrement à la Foire du livre de Brive, intervient dans des écoles, collèges et lycées pour apporter son savoir.
En août 2011, elle reçut le prix du Roman insulaire du Salon du livre insulaire de Ouessant, catégorie jeunesse pour son roman Un cadavre dans les douves.
Depuis 2012, elle travaille sur une quadrilogie tournant autour du commissaire Rondeau.